# Emetina
L'emetina è un alcaloide dell'ipecacuana, ottenuto anche dalle radici di Uragoga ipecacuanha, e viene preparato sinteticamente per metilazione della cefelina. La molecola può contenere una quantità variabile di acqua di cristallizzazione, ma vengono di solito considerati il pentaidrato o l'eptaidrato. È una polvere cristallina bianca o giallina. Essa è molto solubile in acqua (1:8) e in cloroformio (1:4); poco solubile in alcool (1:12); ed è praticamente insolubile in etere.
Deve il suo nome alla azione emetica per cui è famosa.

## Effetti farmacologici
Svolge attività amebicida, principalmente nelle pareti intestinali e a livello epatico. Il suo spettro d'azione è diretto ai protozoi, specialmente all'Entamoeba histolytica. Il farmaco agisce sui trofozoiti del parassita, mentre non è efficace contro le forme incistate.
L'emetina cloridrato è usata nel trattamento di gravi forme di amebiasi intestinale, di amebiasi epatica e di ascessi amebici, sebbene le siano ormai preferiti farmaci meno tossici (es. metronidazolo). Nell'amebiasi intestinale sintomatica l'emetina viene somministrata in associazione con amebicidi attivi nel lume intestinale (es. diloxanide furoato) mentre, nelle amebiasi epatiche, all'emetina e all'amebicida luminale si associa la clorochina.
Sin dagli anni '60 è stata documentata l'efficacia antivirale della molecola dal dottor Antonio Fusillo su malattie virali come epatiti virali, herpes zoster, varicella, parotite epidemica, influenza, meningiti linfocitarie, affezioni virali dell’apparato respiratorio, morbillo, affezioni ricorrenti da simplex con i primi effetti positivi dopo qualche ora dalla prima somministrazione e con effetti addirittura protettivi su soggetti sani.
Studi più recenti hanno dimostrato l'efficacia contro virus a DNA ed a RNA, Citomegalovirus, ZIKA, Ebola e contro i Coronavirus.

## Farmacocinetica
Dopo somministrazione parenterale, l'emetina cloridrato si concentra principalmente nel fegato, nei reni, nei polmoni e nella milza. Viene escreta con le urine molto lentamente, tanto che può essere rilevabile perfino 40-60 giorni dopo il termine della terapia.
Nell'uomo la dose letale minima è di 150 mg. Nel topo la DL50 è di 32 mg/kg per s.c. e di 30 mg/kg per os.

## Tossicità
Gli effetti tossici più gravi sono a carico dell'apparato cardiocircolatorio: alterazioni dell'ECG con appiattimento o inversione dell'onda T e allungamento dell'intervallo Q-T, dolore precordiale, dispnea, tachicardia, ipotensione ortostatica. L'accumulo di emetina, provocato da dosi elevate o troppo frequenti e prolungate, può dar luogo a una miocardite acuta degenerativa che si manifesta con dilatazione e insufficienza cardiaca a decorso rapido e spesso letale. La somministrazione di emetina è spesso associata anche alla comparsa di disturbi gastrointestinali (diarrea, nausea e vomito, spesso accompagnati da vertigini e cefalea), disturbi neuromuscolari (debolezza, rigidità e dolore dei muscoli, soprattutto del collo e delle estremità). Possono comparire lesioni eczematose o urticarioidi. Nel sito di somministrazione si possono osservare dolore, gonfiore, prurito, fino alla formazione di necrosi e ascessi sterili.

## Controindicazioni
L'emetina è controindicata nei pazienti affetti da insufficienza cardiaca, renale, neuromuscolare. Se ne dovrebbe evitare l'uso durante la gravidanza e non dovrebbe essere somministrata ai bambini eccetto che nel trattamento di gravi diarree provocate da amebiasi che non rispondono ad altri farmaci. La somministrazione agli anziani deve essere effettuata con molta cautela. La sorveglianza del paziente, con continuo monitoraggio delle funzioni cardiache e riposo assoluto, va protratta a lungo data la lenta eliminazione del farmaco.

## Biosintesi

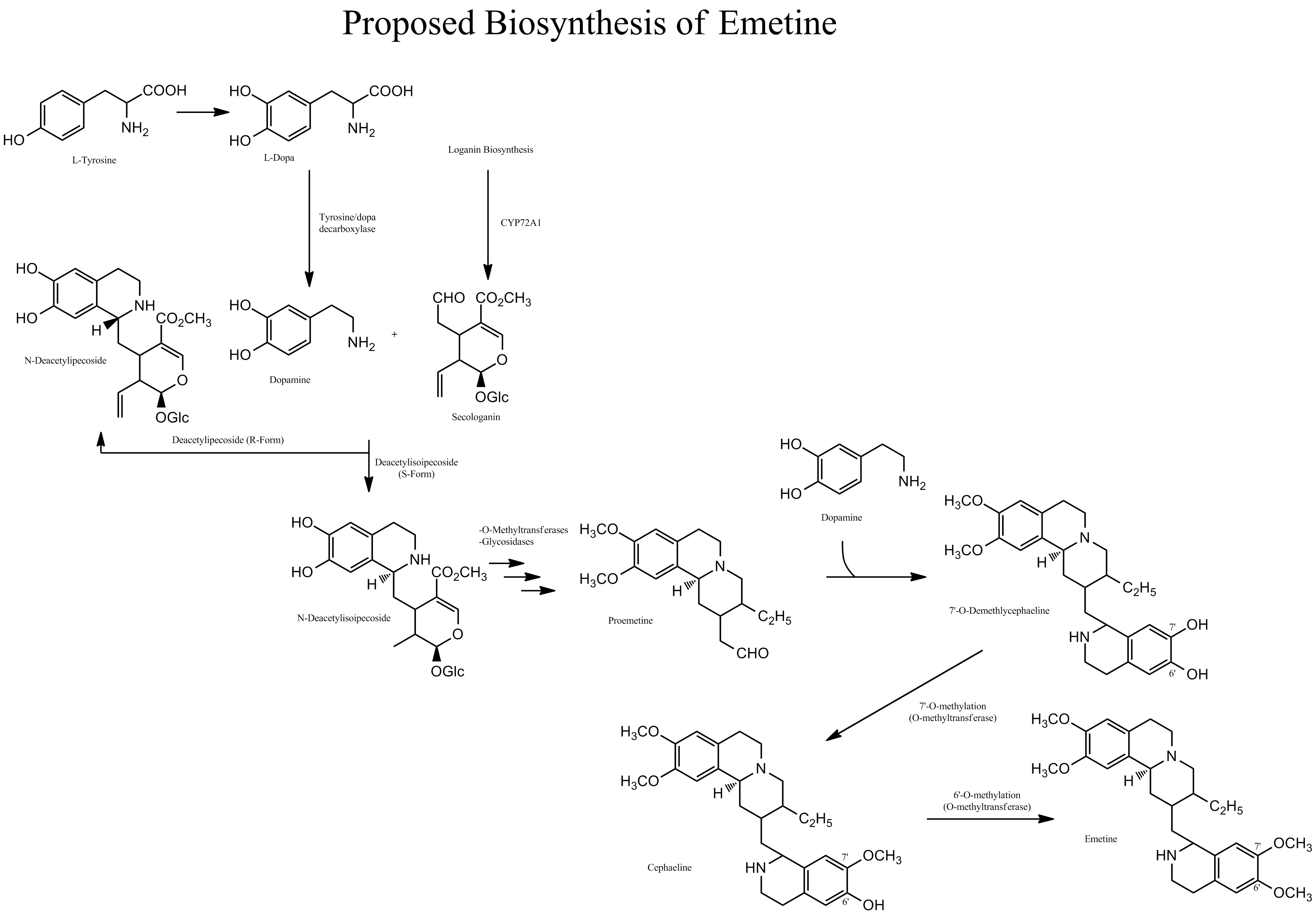
Biosintesi proposta per la emetina

La biosintesi della cefalina ed emetine proviene da due vie principali: la biosintesi della dopamina da L-tirosina e la biosintesi dei secologanin da geranil difosfato. La biosintesi inizia dalla reazione tra dopamina e secologanin formare N-deacetilisoipecoside (enantiomero S) e N-deacetylipecoside (enantiomero R). La prima passa poi attraverso una reazione di tipo Pictet-Spengler seguito da una serie di O-metilazioni e dalla rimozione del glucosio, tramite enzimi quali O-metiltransferasi e glicosidasi, per formare la proemetina. Questa reagisce con un'altra molecola di dopamina per formare il 7'-O-demethylcephaeline. I prodotti finali vengono quindi ottenuti con una 7'-O-metilazione per fare la cefalina e una 6'-O-metilazione per ottenere l'emetine.